# 5008 Miyazawakenji
5008 Miyazawakenji (1991 DV) là một tiểu hành tinh vành đai chính được phát hiện ngày 20 tháng 2 năm 1991 bởi A. Sugie ở Dynic.